# 洛烏冰川
84°5′S 161°0′E / 84.083°S 161.000°E
洛烏冰川（英語：Law Glacier）是南極洲的冰川，位於沙克爾頓海岸，處於伊麗莎白女王嶺和麥卡爾平山脈之間，寬約20公里，由新西蘭的探險隊命名。